# Iveco Eurocargo
L'Iveco Eurocargo è un autocarro per trasporto merci di medie dimensioni prodotto da Iveco a partire dal 1991.
Ha vinto il premio International Truck of the Year nel 1992 e successivamente nel 2016 con la nuova versione presentata nel 2015.
Viene prodotto in Italia (nello stabilimento di Brescia ex Officine Meccaniche), in Brasile, in Argentina e in Sudafrica. In passato è stato assemblato anche in Gran Bretagna e Spagna.

## Prima generazione (1991-2002)
Per sostituire la gamma Fiat-OM con un mezzo adeguato ai tempi fu realizzato un autocarro medio su un disegno modulare con un gran numero di versioni e varianti. La famiglia di veicoli Iveco Eurocargo prima generazione è stata disegnata da Giorgetto Giugiaro della società Italdesign.
La prima generazione consentiva 540 versioni base e 4462 configurazioni totali,  che in seguito aumentarono ulteriormente. Il peso massimo lordo era di 6-15 tonnellate, e per i modelli prodotti a Langley (in Gran Bretagna) fino a 17 tonnellate. Erano disponibili modelli 4x2 e 4x4 (PTT 10 e 14 tonnellate). 
I motori Iveco disponibili erano tre, in diverse gamme di potenza: 
- serie 8040, 4 cilindri, alesaggio e corsa 104x115mm, 3908 cm³, 85-100 kW, 116-136 CV
- serie 8060, 6 cilindri, alesaggio e corsa 104x115mm, 5861 cm³, 105-130-152-167 kW, 143-177-207-227 CV
- serie 8360, 6 cilindri, alesaggio e corsa 112x130mm, 7685 cm³, 175-196 kW, 239-266 CV

Inoltre erano disponibili 4 tipi di cabine: standard (lunghezza 1.535 millimetri), letto allungato (2115 mm), letto aumentato (1535 mm) e doppia cabina. Le versioni 6-10 tonnellate di PTT montavano freni a disco su tutte le ruote assistiti idraulicamente, mentre i modelli più pesanti avevano i freni posteriori a tamburo. Usavano quattro tipi di sospensioni: molle a balestra paraboliche, molle a balestra semi-ellittiche, molle paraboliche nella parte anteriore e sospensioni pneumatiche posteriori
Nell'ottobre del 1997 vi furono degli aggiornamenti (indicato MY97 o Model Year 1997) incentrati sulla cabina e sull'impianto frenante. Nel contempo terminò la produzione a Langley con la chiusura dell'impianto locale e la costruzione rimase concentrata a Brescia.
Degno di nota è il modello destinato agli allestimenti antincendio che assunse la denominazione EuroFire.

## Seconda generazione (2002-2008)
La seconda generazione della serie, ovvero il modello 2003 (MY 2003), è stata disegnata da Bertone, con produzione a Brescia in Italia, a Sete Lagoas in Brasile (da gennaio 2005 in poi) e in a Ferreyra in Argentina, e assemblati anche in Venezuela.
La nuova gamma contava circa 300 modelli di base e 3000 varianti possibili. Il peso massimo lordo variava da 6 a 18 tonnellate. Erano disponibili modelli 4x2 e 4x4 (PTT 10 e 14 tonnellate). I motori Iveco Tector sono stati utilizzati in molte varianti, tra le quali: R4, 3920 cm³, 95-125 kW (129-170 CV); R6, 5880 cm³, 134-202 kW (182-275 CV). Erano disponibili 4 tipi di cabine: Standard Time (MLC), letto estesa (MLL, con uno o due letti a castello), letto aumentato e Crew estesa (MLD, per i modelli da 7,5 t a 15 t) per il conducente e sei passeggeri. Tutte le versioni 6-10 GVW ton sono dotate di freni a disco su tutte le ruote, assistiti idraulicamente. I modelli più pesanti hanno freni posteriori a tamburo e le sospensioni sono le stesse disponibili sulla prima serie.
Nel 2004 e nel 2006 vi sono stati degli aggiornamenti, soprattutto alla gamma motori Tector 4 e 6 con l'adeguamento ai requisiti delle norme sulle emissioni Euro 4 ed Euro 5 (con SCR). In occasione dell'aggiornamento la loro potenza massima è stata aumentata di circa 10-20 CV.
Autotelai per autobus Euromidi sono stati prodotti presso lo stabilimento di Barcellona.

## Terza generazione (2008-2015)

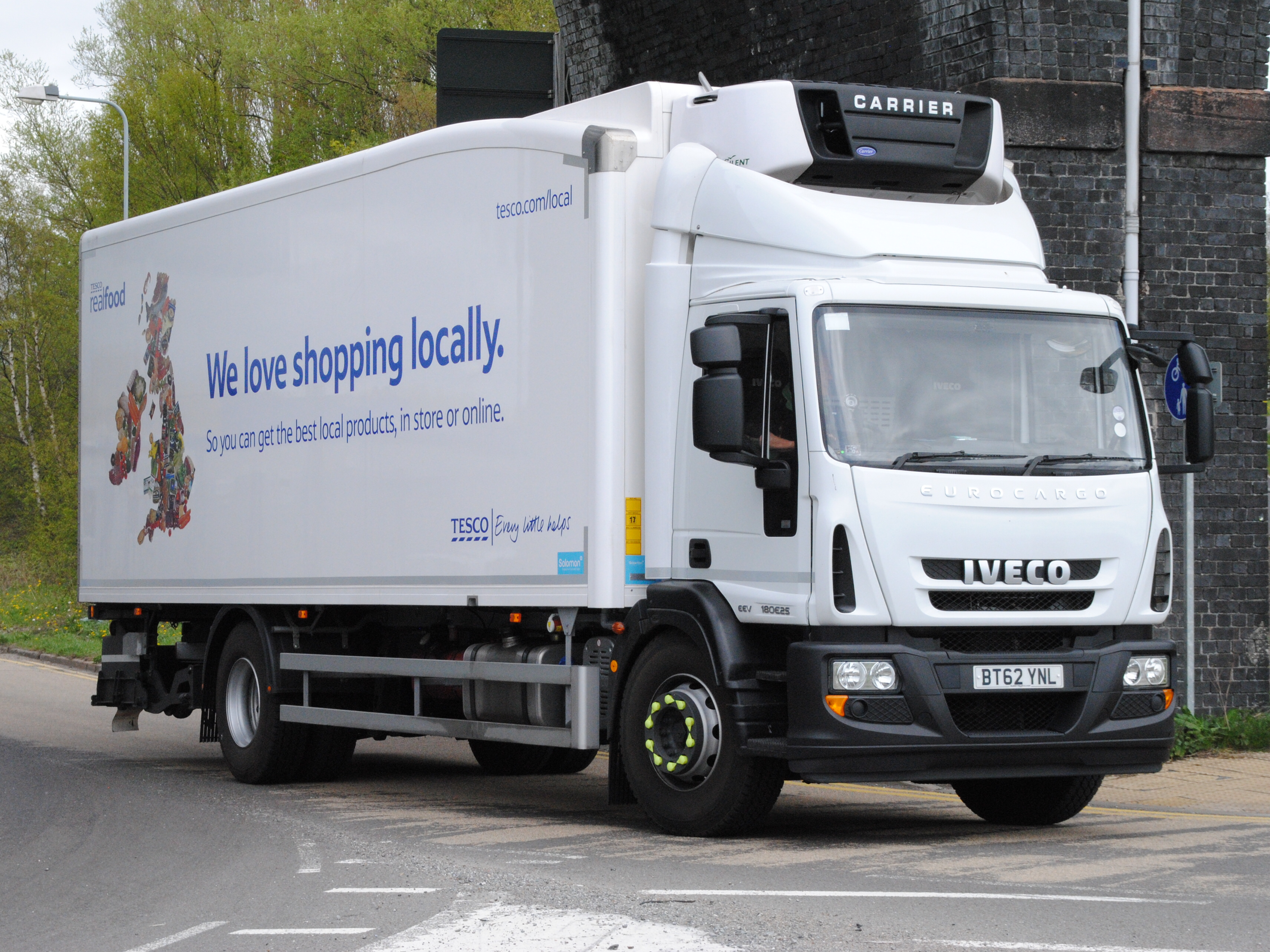
Eurocargo terza serie del 2013

A metà del 2008 l'Eurocargo subì un rinnovamento. Le principali modifiche sono visibili nella progettazione e nello styling della cabina e furono adottate le trasmissione del produttore tedesco ZF con un numero simile di rapporti (5, 6, 9). Le versioni a 6 velocità del cambio ZF sono disponibili anche con cambio automatico o manuale (sequenziale) Eurotronic. Per pubblicizzare l'aggiornamento (MY 2008) vengono realizzate le versioni speciali All Blacks,  caratterizzate da dettagli e vernice nera. Le versioni in altri colori sono spesso decorate all'esterno e all'interno della cabina con riferimenti alla graphic art Maori.
I motori fanno parte della famiglia Tector, prodotti da Fiat Powertrain Technologies (FPT). Motori a 4 cilindri di cilindrata 3900 cm³ hanno potenze da 140 a 182 CV. Motori a 6 cilindri di cilindrata 5900 cm³ hanno potenze da 217 a 299 CV. Tutti i motori sono conformi Euro 5 con SCR.
Il veicolo, al concorso Truck of the Year 2009, si è classificato al secondo posto.
Nel novembre 2013 i motori vengono aggiornati secondo la normativa Euro 6.

## Quarta generazione (dal 2015)

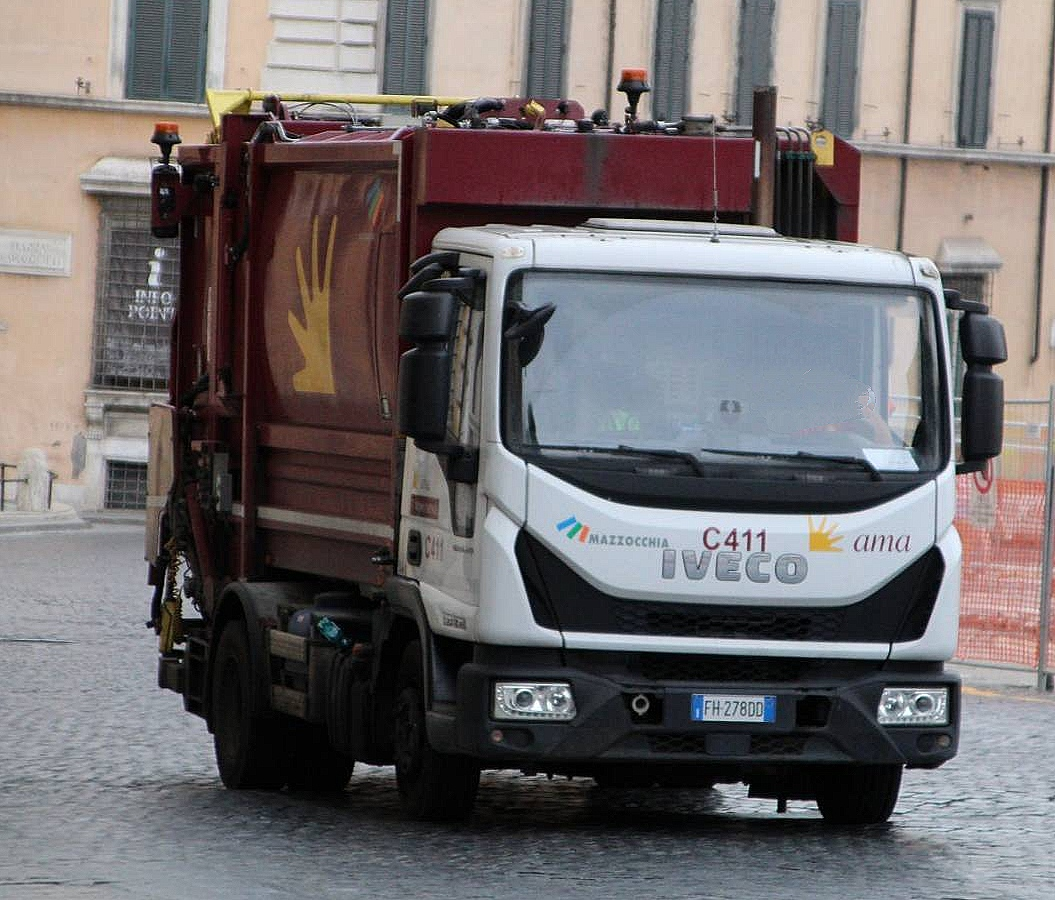
Eurocargo quarta serie

Il 15 settembre 2015 l'Eurocargo viene nuovamente aggiornato. Il mezzo, sempre prodotto a Brescia, assume una nuova forma delle prese d'aria e della calandra, che disegnano quello che è stato definito dalla stampa "sorriso". Le principali innovazioni di questo modello riguardano il design interno ed esterno: è presente una tastiera dotata di nuovi comandi utilizzabili durante la guida, un airbag integrato nel volante, dispositivi elettronici di serie per l'assistenza alla guida come LDWS, EVSC, AEBS, ACC, luci Daytime Running Lights (DRL) a LED, sistema HI-SCR, un "flap" sullo scarico che trattiene i gas caldi per portare rapidamente il sistema in temperatura, i sistemi EcoSwitch ed EcoRoll. I motori sono il Tector 5 diesel quattro cilindri da 4,5 litri e il Tector 7 diesel sei cilindri da 6,7 litri, sette livelli di potenza da 160 a 320 cavalli, con coppia massima fino a 1.100 Nm. ed una motorizzazione a metano "Natural Power" con 750 Nm di coppia e 204 cavalli di potenza. I propulsori sono abbinati a cambi manuali (a 6 e 9 rapporti), automatizzati (a 6 e 12 rapporti) e automatici con convertitore di coppia. Le sospensioni pneumatiche sono gestite da un sistema ECAS e il sistema frenante è idropneumatico sulla gamma 6-10 t e completamente pneumatico sulla gamma 11-19 t. Questo mezzo ha vinto il premio International Truck of the Year 2016.
Il 21 luglio 2021 lo stabilimento di Brescia ha raggiunto il traguardo di 600 mila Eurocargo prodotti.